# Jules Mazarin
Jules Mazarin, născut Giulio Raimondo Mazzarino (n. 14 iulie 1602, Pescina, Abruzzo, Italia – d. 9 martie 1661, Vincennes, Métropole du Grand Paris, Franța) a fost un cardinal, diplomat și politician italian, care a fost prim ministru al Franței din 1642 până la moartea sa. Mazarin i-a succedat mentorului său, Cardinalul Richelieu. Era un colecționar de artă și bijuterii, în special de diamante, pe care i le-a lăsat prin testament regelui Ludovic al XIV-lea; unele dintre acestea au rămas în colecția de la Muzeul Luvru. Biblioteca lui Mazarin a stat la originea „Bibliotecii Mazarine” din Paris.

## Biografie

### Originile
Tinerețea lui Mazarin este puțin cunoscută datorită originilor sale modeste. Există două surse: un așa-numit "prieten din copilărie" anonim și amintirile publicate de abatele Elpidio Benedetti. Esențialul nu este acolo, dar în formidabila  ascensiune socială a unui personaj aproape necunoscut. Se spune că în ajunul morții sale, fără mare convingere, a cerut unui genealogist să-i inventeze un trecut glorios. Au fost studiate mai multe ipoteze, dar cardinalul a murit înainte de finalizarea cercetărilor. Giulio Mazzarini, s-a născut la 14 iulie 1602 la Pescina, Italia. Și-a petrecut copilăria la Roma. Familia Mazzarini a fost de origine genoveză. Bunicul Mazarin, Giulio, s-a mutat în Sicilia și s-a stabilit ca simplu cetățean. Unchiul Hieronimo și tatăl cardinalului, Pietro Mazzarini s-au născut în Sicilia.

### Copilăria
Născut la Abruzzo, dar crescut la Roma, la paisprezece ani a fost trimis să studieze la prestigiosul Colegiu Roman de Iezuiți, chiar dacă nu a aparținut niciodată acestui ordin religios. În acest colegiu a studiat alături de contemporanul său Girolamo Colonna, viitor cardinal. Mazarin l-a însoțit pe tânărul Girolamo Colonna în Spania la Madrid și la Alcalá de Henares, unde a rămas o perioadă și a studiat la universitatea locală dreptul canonic. În Spania a învățat limba spaniolă ceea ce îi va fi util mai târziu în cariera sa. Succesiv, a absolvit la Roma in utroque iure (dreptul civil și dreptul canonic), la universitatea La Sapienza. Ca majoritatea tinerilor romani, a intrat în slujba Papei și a devenit secretarul nunțiului apostolic din Milano. În 1628 a izbucnit războiul de succesiune mantuan, care a fost un conflict limitat, dar a făcut parte din Războiul de Treizeci de Ani. În decembrie 1627 murise fără moștenitori Vincenzo al II-lea Gonzaga, duce de Mantua și Monferatto. Marile puteri aveau fiecare propriul candidat la succesiune; ramura Gonzaga-Guastalla era sprijinită de spanioli și de habsburgii imperiali, în timp ce ramura Gonzaga-Nevers era sprijinită de francezi. Deci regele spaniol Filip al IV-lea, Ferdinand al II-lea de Habsburg și Carol Emanuel I de Savoia erau aliați pentru a împiedica succesiunea ducelui Carol I de Gonzaga-Nevers, în favoarea candidatului lor Ferantte al II-lea da Gonzaga, duce de Guastalla. Papa Urban al VIII-lea a trimis trupe în Valtellina, iar Mazarin a făcut parte cu gradul de căpitan de infanterie. În acea vreme Anna Colonna, fiica lui Filip I Colonna și sora lui Girolamo, s-a căsătorit cu Taddeo Barberini, nepotul papei Urban al VIII-lea; cu această ocazie Girolamo, care era prieten apropiat cu Mazarin, a fost făcut episcop de Albano și cardinal. Când Girolamo Colonna a fost trimis ca delegat pontifical în Monferatto pentru a găsi o cale diplomatică a conflictului dintre Spania și Franța, a cerut să vină cu el și Mazarin, în calitate de secretar. Tratativele au fost dificile și era clar că ambele părți erau hotărâte să folosească armele. Girolamo a efectuat  tratativele dintre cele două părți cu mare tact. Mazarin, în calitate calitate de secretar, se putea deplasa între cele două tabere armate; în timpul acestor deplasări, a avut ocazia să vadă superioritatea militară franceză și de aceea a încercat să le explice spaniolilor cum stau lucrurile. După o vreme, marchizul de Santa Cruz s-a convins personal de inferioritatea trupelor spaniole și de faptul că singura cale era un acord diplomatic. Mazarin a subliniat superioritatea francezilor și generalului spaniol. Negocierile efectuate de Mazarin, s-au încheiat la 6 aprilie 1631 prin Tratatul de la Cherasco, prin care împăratul și ducele de Savoia recunoșteau dreptul la succesiune a lui Carol Gonzaga și cedau punctul strategic Pinerolo, care era calea de acces în valea padului. Acest tratat, foarte avantajos pentru Franța, a avut un efect atât de pozitiv asupra lui Ludovic al XIII-lea și asupra cardinalului Richelieu, încât aceștia au dorit să-l cunoască personal. Astfel Mazarin a plecat la Paris, unde a fost primit foarte călduros; Richelieu și-a demonstrat recunoștința dăruindu-i un lanț de aur cu portretul lui Ludovic al XIII-lea, bijuterii și o spadă foarte valoroasă.

### Primele contacte cu Franța
În 1634 a fost trimis la Avignon ca vice-delegat papal și ulterior a devenit nunțiu apostolic la Paris (în perioada 1634-1636). Cu toate eforturile cardinalului Richelieu, a fost trimis înapoi la Avignon în 1636, datorită simpatiei sale pentru spanioli. Richelieu, care îmbătrânea, s-a gândit că Mazarin ar putea fi omul potrivit pentru a-l ajuta să guverneze. L-a însărcinat cu afaceri importante, care l-au făcut faimos și iubit de rege; atunci Mazarin s-a stabilit la palat.
Abil la masa de joc, Mazarin a câștigat într-o zi atât de mult încât toți curtenii au fugit să vadă grămada de aur dinaintea lui. Însăși regina a venit și ea să vadă. Mazarin a riscat tot și a câștigat. Apoi a declarat că norocul lui se datora prezenței reginei și, pentru a-i mulțumi, i-a oferit cincizeci de mii de scuzi de aur; restul l-a dăruit doamnelor de la curte. Regina, inițial, a refuzat — dar până la urmă a acceptat; câteva zile mai târziu, Mazarin a primit mai mult decât dăduse... Mazarin a trimis tatălui său o sumă mare de bani și o casetă cu bijuterii, pentru zestrea surorilor sale. Obosit să aștepte, Mazarin a decis să se întoarcă la Roma în slujba cardinalului Antonio Barberini, nepotul papei. În 1639, Richelieu l-a chemat în Franța. François Leclerc du Tremblay, care se ocupase de afacerile externe ale Franței și în acel an urma să fie numit cardinal, murise. Așa că Mazarin a fost numit cardinal. După o scurtă ședere la Roma, el s-a întors în Franța, unde Richelieu l-a numit secretarul său personal și l-a  indicat regelui drept succesorul său.

### Politica

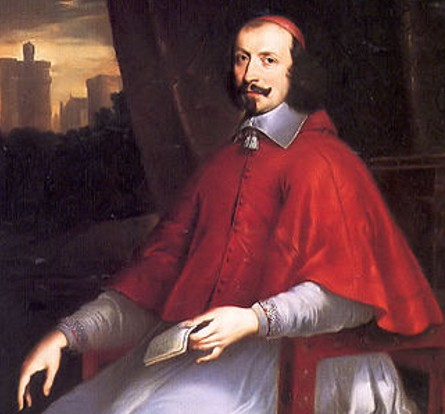
Cardinalul Mazarin

În 1642 moare Richelieu , iar Mazarin îi urmează în funcția de prim-ministru. În 1643, la moartea lui Ludovic al XIII-lea, deoarece Ludovic al XIV-lea era minor, Mazarin și-a asumat rolul de regent alături de regina mamă, Ana de Austria. Veche opozantă a lui Richelieu și socotită favorabilă unei re-apropieri de Spania (fiind ea însăși spaniolă), Ana de Austria a surprins prin alianța încheiată cu Mazarin, care a provocat uimirea celor mai mulți observatori din acea vreme. În realitate, apropierea dintre regina-mamă și Mazarin era anterioară morții lui Richelieu și a lui Ludovic al XIII-lea. Dorința de a-l menține pe fiul său la tron și înțelegerea dezavantajelor apropierii de Spania erau argumente puternice pentru a continua politica dusă de Richelieu și de Ludovic al XIII-lea - și, deci, de a-l susține pe Mazarin. Abilitatea lui Mazarin în politica externă era un pretext pentru a-i justifica sprijinul. Astfel, în 1643 Mazarin a fost numit prim-ministru. Războiul cu Habsburgii, care nu se mai sfârșea, a dus la instabilitate financiară, ceea ce l-a constrâns pe Mazarin să ducă o politică fiscală de fier și să instaureze centralizarea absolutistă. Aceasta i-a atras ura nobililor și ranchiuna poporului care murea de foame. În 1648 a izbucnit Fronda parlamentară — provocată de Parlamentul din Paris, care a refuzat noile măsuri financiare dorite de cardinal. Parlamentul din Paris a cerut un control public drastic asupra finanțelor statului. Mazarin a fost constrâns să fugă din capitală și s-a întors după ce a făcut câteva concesii. În politica externă a fost fără prejudecăți. În timpul războiului franco-spaniol dintre 1635-1659, nu a ezitat să se alieze cu puritanii englezi ai lui Oliver Cromwell împotriva Spaniei catolice, care nu aderase la Pacea Westfalică (1648). El a promis Lordului protector, în schimbul ajutorului, baza navală Dunkerque de pe Canalul Mânecii. Războiul cu Spania s-a terminat cu învingerea spaniolilor, care au fost nevoiți să negocieze Pacea din Pirinei în 1659. Pacea westfalică a pus capăt Războiului de treizeci de ani început în 1618 și Războiului de optzeci de ani dintre Spania și Provinciile Unite. Cele două tratate au permis Franței anexarea a trei noi provincii: (Artois, Alsacia și Rossiglione). Mai  mult, a rupt încercuirea Franței de către Habsburgii din Spania și Austria, ducând totodată la împărțirea Germaniei în numeroase state aproape complet independente.

## Legături externe
- Mazarin and the Fronde